# Bazylika św. Serwacego w Maastricht
Bazylika pw. Świętego Serwacego – główny kościół Maastricht (Limburgia, Holandia), historyczna katedra archidiecezji Maastricht, nieprzerwanie świątynia rzymskokatolicka, od 1985 roku nosi tytuł bazyliki mniejszej. Świątynia poświęcona jest świętemu Serwacemu, patronowi miasta. Wraz z protestanckim kościołem św. Jana (Sint-Janskerk) tworzy zespół zabytkowy przy placu Vrijthof. Cenny przykład architektury i sztuki nadmozańskiej – regionalnej odmiany romanizmu. 

## Dzieje
Obecny romański kościół jest czwartą świątynią powstała na tym miejscu, gdzie znajduje się domniemane miejsce spoczynku świętego Serwacego (ok. 310–384 roku), pochodzącego z Armenii misjonarza, a następnie pierwszego biskupa Maastricht (łac. Mosae Trajectum). 
Po jego śmierci ponad grobowcem wzniesiono drewnianą kaplicę, zastąpioną około 550 roku murowanym kościołem, tzw. Magnum Templum, którego budowie patronowali biskupi Monulfus i Godulfus. 
Około 750 roku ukończono budowę nowego kościoła, której patronowali Karol Młot, a następnie Karol Wielki. W 732 roku, w rocznicę śmierci św. Serwacego, Karol Młot pokonał Maurów – wojska kalifatu umajjadzkiego pod Narbonne, przypisując zwycięstwo św. Serwacemu. Następnie, prawdopodobnie w wotum dziękczynnym za zwycięstwo, rozpoczął budowę kolejnej świątyni nad grobem świętego. Kościół ten uległ zniszczeniu podczas najazdu Normanów w 818 roku.  
Ze względu na rosnący kult św. Serwacego i wzmożony ruch pielgrzymkowy, około 1000 roku dziekan Geldulfus i jego następca Humbertus rozpoczęli budowę nowego kościoła (obecnego). W 1039 roku w obecności cesarza Henryka III i dwunastu biskupów miało miejsce poświęcenie kamienia węgielnego. W pierwszej połowie XI wieku powstał korpus nawowy, następnie wzniesiono transept, w XII wieku nowy chór i masyw zachodni z salą cesarską. Równolegle w Maastricht powołano kapitułę sprawującą opiekę nad grobem św. Serwacego, której przewodniczącym był dziekan. Jej przedstawiciele odgrywali znaczącą rolę w życiu politycznym – kilku z nich pełniło funkcję kanclerza cesarstwa, a Maastricht stał się niezależną domeną. Kapituła liczyła około 250 osób, wśród których byli scholastyk (przewodniczący szkoły katedralnej), kantor (przełożony chóru), kustosz (opiekujący się skarbcem katedralnym) i skarbnik (camerarius, zarządzający finansami). Około 1200 roku obok katedry powstał kościół parafialny pw. św. Jana, który swoją funkcję pełnił do 1633 roku, kiedy przejęła go gmina protestancka. Około 1180 roku powstał południowy portal kościoła św. Serwacego, o cechach gotyckich; w tym stylu w XIV i XV wieku powstały m.in. kaplice boczne, krużganki i sklepienie nawy głównej. W 1556 roku masyw zachodni otrzymał trzecią wieżę umieszczoną pomiędzy wieżami romańskimi. 
W okresie rewolucji francuskiej dokonano kasaty kapituły, a świątynię zamieniono na stajnię dla koni i arsenał. W 1804 roku przywrócono sakralną funkcję świątyni, jednak kościół stał się jedynie siedzibą parafii podporządkowanej diecezji Liège. W latach 1866–1900 miały miejsce dwie restauracje kościoła i zabudowań monasterium kanonickiego, prowadzone przez Pierre'a Cuypersa, połączone z przywróceniem średniowiecznego charakteru założenia. Po zniszczeniach po pożarze w 1955 roku usunięto część elementów neoromańskich i neogotyckich, głównie w wystroju wnętrza. Ostatni generalny remont kościoła miał miejsce w latach 1981–93. 
14 maja 1985 Jan Paweł II podczas wizyty w Maastricht w ramach pielgrzymki do Holandii podniósł kościół do rangi bazyliki mniejszej.

## Architektura

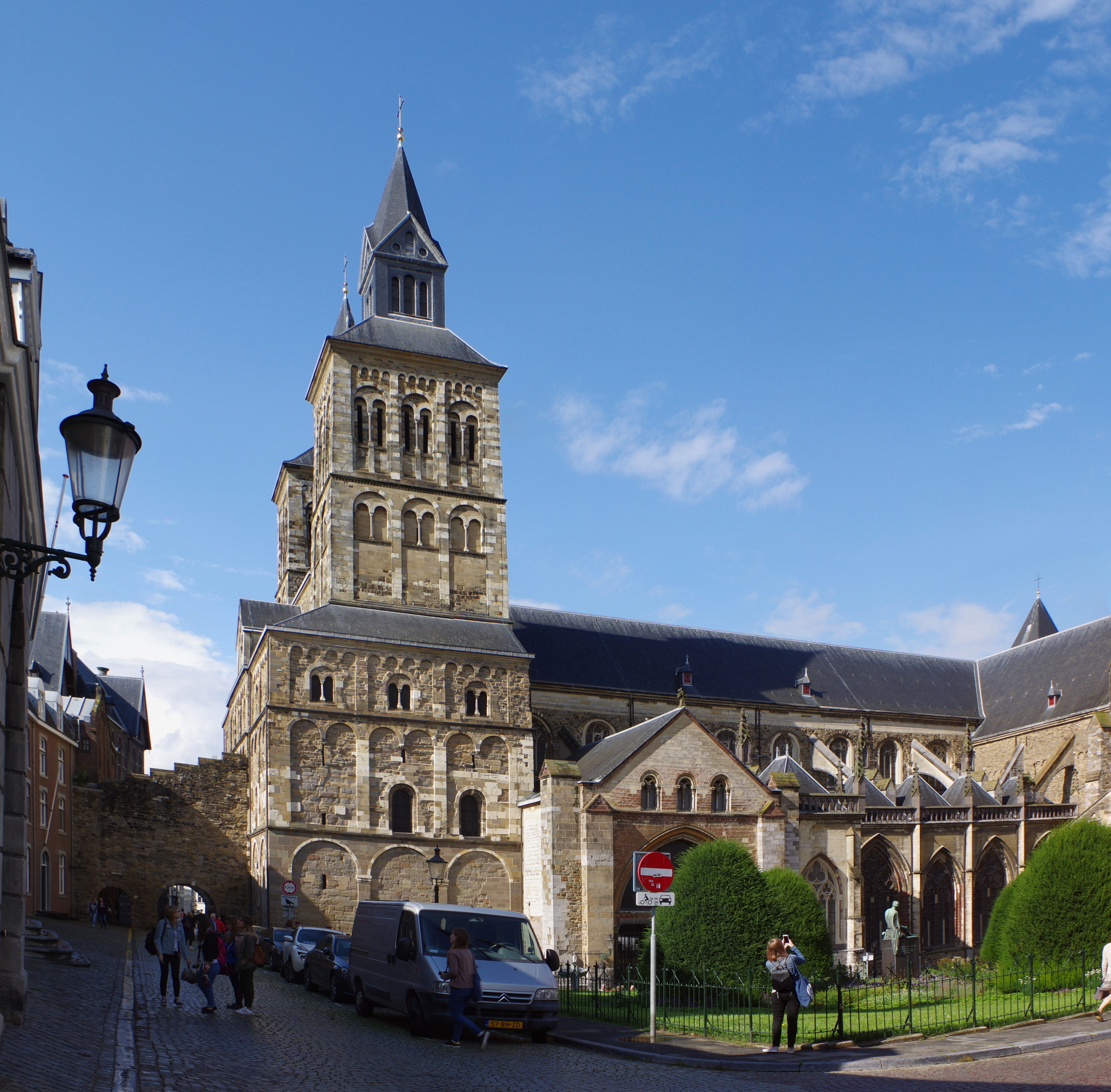
Widok na masyw zachodni od strony południowej. Po prawej kruchta mieszcząca Bergportaal

Kompleks katedralny tworzą kościół i przylegające od strony północnej zabudowania monasterium kanonickiego skupione wokół czworobocznego wirydarza. Obecnie w monasterium mieszczą się m.in. skarbiec katedralny i kaplica św. Serwacego (dawny refektarz). Niemal w całości zachował się krużganek oraz północne wejście z przedsionkiem. W obecnej postaci zespół katedralny posiada cechy romańskie (głównie prezbiterium i masyw zachodni) oraz gotyckie (korpus nawowy z kaplicami i zabudowania monasterium kanonickiego). 
Kościół jest trójnawową bazyliką z transeptem, prezbiterium, poniżej którego umieszczono kryptę i dwuwieżowym masywem zachodnim. Druga para wież flankuje chór wschodni. Liczący osiem przęseł korpus nawowy posiada kaplice przylegające do naw bocznych. Główne wejście od strony południowej poprzedza gotycka kruchta przylegająca do nawy bocznej w sąsiedztwie z westwerkiem. Na zewnątrz zachowały się elementy romańskiej architektury. Wschodnia absyda podzielona jest na trzy strefy. Artykulację ścian w dolnej strefie tworzą lizeny i ślepe arkady, powyżej znajdują się niższe arkady, z których trzy mają okna, a w górnej strefie mieści się galeryjka arkadowa. Podobny podział stref i artykulacja zostały zastosowane w wieżach wschodnich, przy czym w elewacjach drugiej kondygnacji ściany artykułowane są za pomocą dwóch podwójnych arkad. 
Odmienną formę ma masyw zachodni, który składa się z trzech kondygnacji z umieszczonymi powyżej dwoma wieżami o dwóch kondygnacjach. Podobnie jak w części wschodniej, zastosowano gradację elementów architektonicznych z dołu ku górze. Ściany zdobią ślepe arkady wsparte na lizenach i biforia, z których część ma otwory okienne. 
Nakryte sklepieniem kolebkowym (prezbiterium), krzyżowo-kolebkowym (masyw zachodni), sieciowym (nawa główna) i krzyżowo-żebrowym (nawy boczne) wnętrze zachowało częściowo swoją pierwotną architekturę z bogatą dekoracją rzeźbiarską, głównie z okresu późnego romanizmu i dojrzałego gotyku.

## Masyw zachodni z salą cesarską

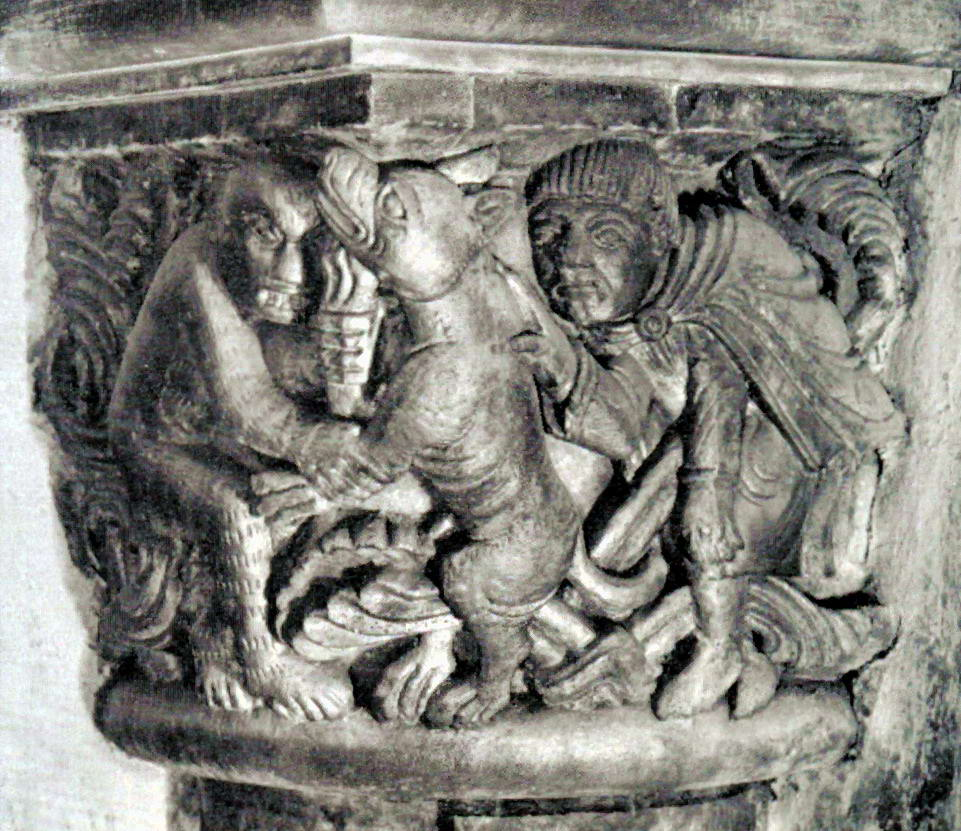
Jeden z kapiteli w sali cesarskiej

W drugiej od dołu kondygnacji masywu zachodniego mieści się sala cesarska umieszczona na osi nawy głównej. Ma plan czworoboku, nakryta jest niską kopułą wspartą na trompach. Ściany boczne oddzielające salę od sąsiednich pomieszczeń przeprute są parzystymi arkadami z kolumnami. Kolumny i filary w pomieszczeniach masywu zachodniego zachowały pierwotne kapitele z bogatą dekoracją rzeźbiarską, będącą ważnym przykładem plastyki mozańskiej XII wieku. Treść rzeźb kapiteli tworzą sceny zaczerpnięte z De Civitate Dei św. Augustyna, bestiariów; ponadto wyrzeźbione są figury duchownych, prace ludzkie, walki ze zwierzętami oraz motywy zoomorficzne i roślinne. 

## Krypta
Poniżej prezbiterium mieści się trzyczęściowa krypta z kaplicą i pomieszczeniem z grobem świętego Serwacego. Patron kościoła pochowany został tutaj w 384 roku, natomiast obecna krypta jest najstarszą częścią obecnej świątyni, datowaną na 1050 rok. Kaplica nakryta jest sklepieniem kolebkowym i krzyżowo-kolebkowym wspartym na filarach i kolumnach z romańskimi kapitelami. W zachodniej części krypty mieści się grobowiec czterech biskupów Maastricht: Kandydiusa, Walentyna, Monulfusa i Godulfusa. Wewnątrz pomieszczenia na ściennych malowidłach znajdują się wizerunki tych hierarchów. 
Grób świętego Serwacego jest ważnym miejscem pielgrzymkowym. Od średniowiecza (od XIII lub XIV wieku) co siedem lat prezentowane są relikwie patrona Maastricht. W tym samym czasie podobny rytuał ma miejsce w opactwie Kornelimünster i katedrze w Akwizgranie. Tradycja ta (Heiligdomsvaart) trwa do dziś. Prezentacja relikwii miała miejsce w lipcu 2011.   

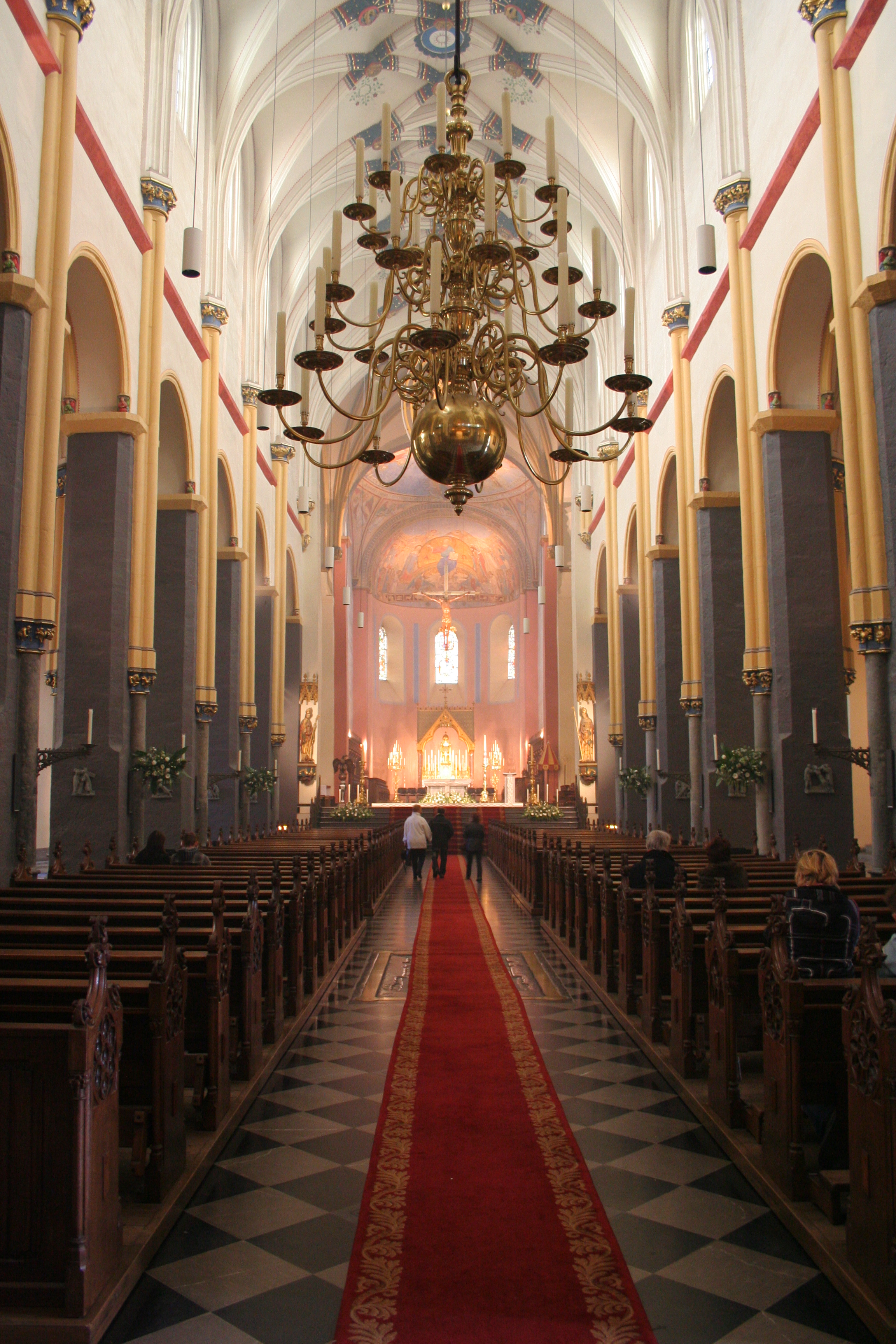
Widok wnętrza
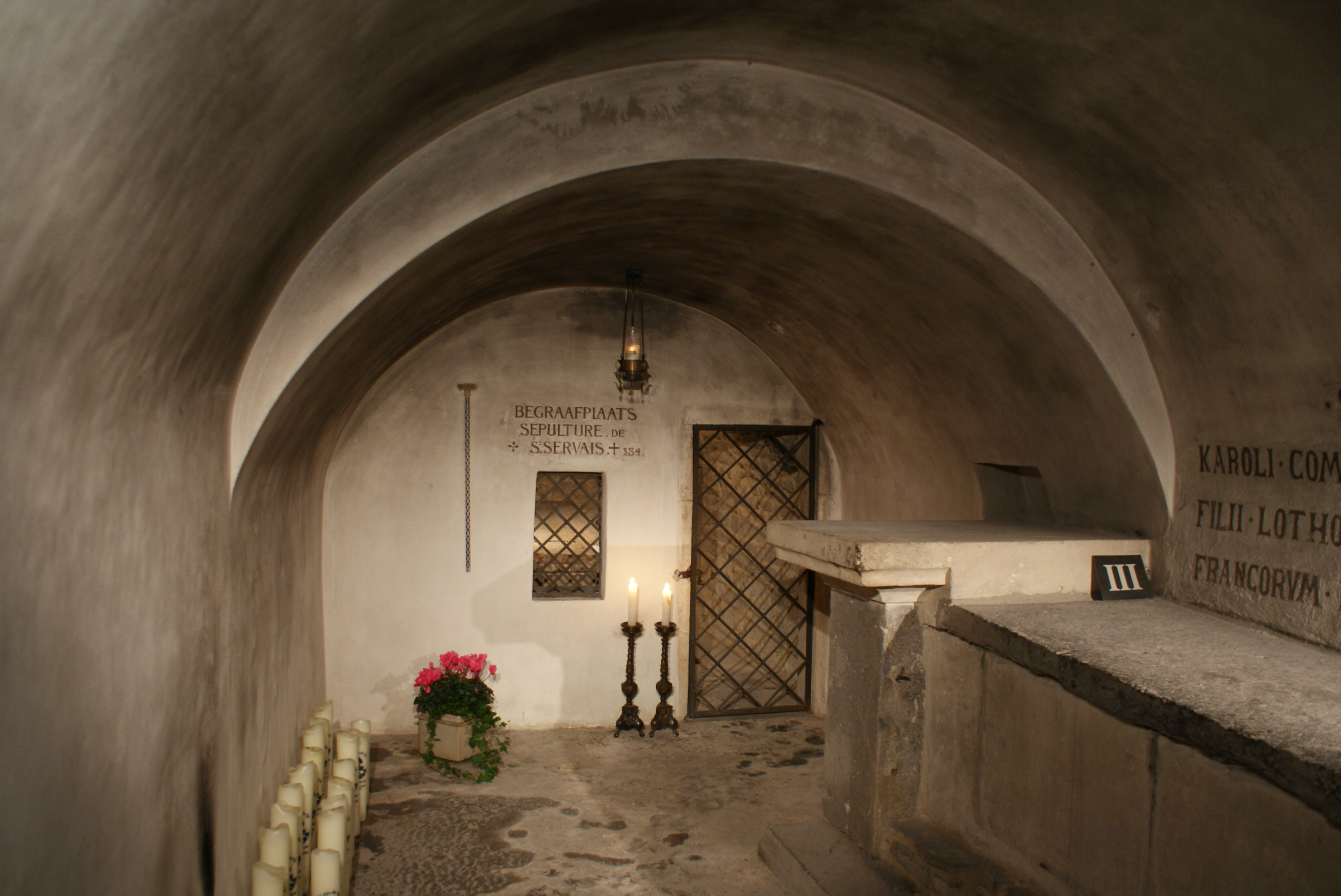
Grób świętego Serwacego
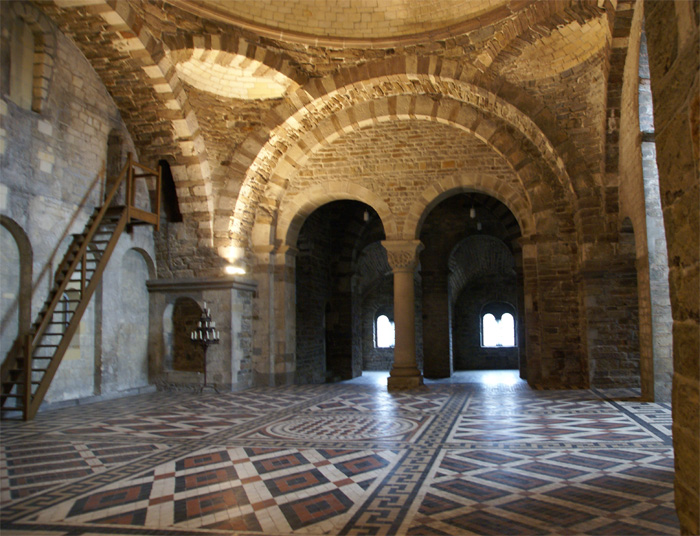
Sala cesarska w westwerku
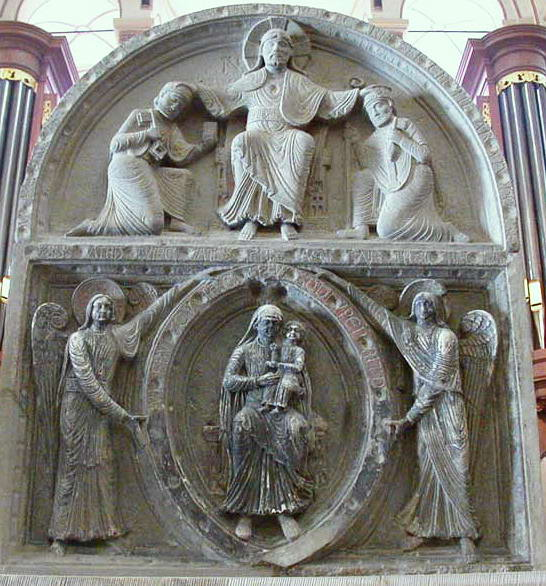
Relief z Maiestas Domini i Błogosławieństwem św. Serwacego

## Skarbiec

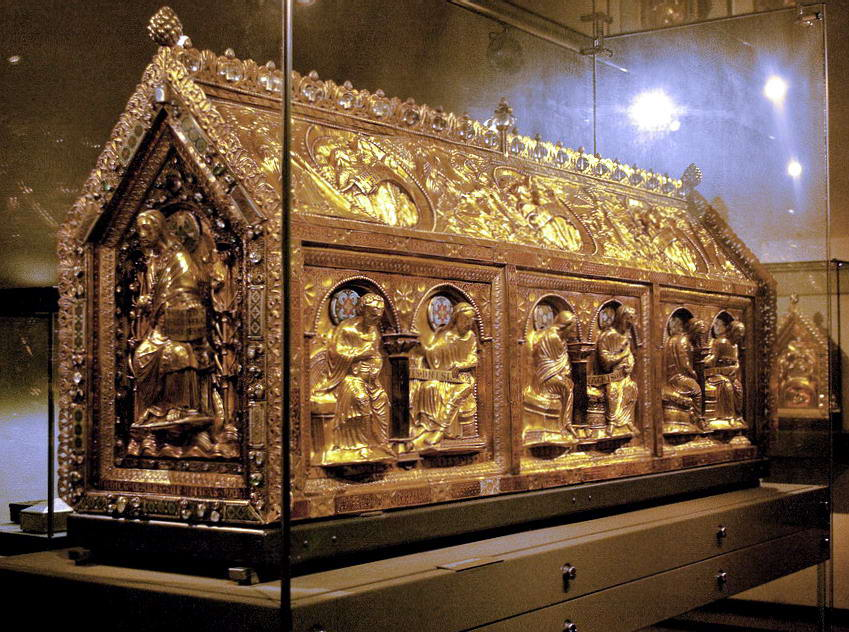
Relikwiarz świętego Serwacego z 1160

W pomieszczeniach wschodniego skrzydła zabudowań monasterium kanonickiego znajduje się skarbiec, którego historia sięga początków kościoła. W obecnej postaci powstał w 1983 roku. Część dzieł ma bezpośredni lub pośredni związek ze świętym Serwacym. Najważniejszymi z nich są domniemane dzieła używane przez świętego – pieczęć, klucz, pastorał, mały kielich misyjny i czara. Owocem kultu jego relikwii jest relikwiarz na głowę datowany na 1580 rok, a przede wszystkim Noodkist – złoty romański relikwiarz skrzyniowy z bogatą dekoracją figuralną, którą tworzą sceny z życia świętego oraz jego wizerunek. Datowany jest na około 1160 rok i należy do grupy dzieł wykonywanych przez artystów znad Mozy, takich jak Mikołaj z Verdun. Ponadto w skarbcu zgromadzono późniejsze dzieła, m.in. liczne utensilia liturgiczne, wyroby z kości słoniowej, tekstylia, tapiserie itp. Z dzieł malarstwa wyróżnia się późnogotycka Rodzina Marii datowana na około 1500 rok.